# Anakreon
Anakreon var en græsk digter i 6. århundrede f.Kr.. Han er kendt for sine digte om kærlighed, vin og fester.
De såkaldte Anakreontea er ikke af Anakreon, men digte i Anakreons stil. Den svenske digter Bellman beherskede stilen. Han skriver især om kærlighed til kvinder. Han kaldes Nordens Anakreon. På Glyptoteket står en romersk statue af Anakreon.
- Wikimedia Commons har flere filer relateret til Anakreon

| Biografi | Spire Denne biografi er en spire som bør udbygges. Du er velkommen til at hjælpe Wikipedia ved at udvide den. |